# Edimar Fraga
Edimar Curitiba Fraga (Cachoeiro de Itapemirim, 1986. május 21. –), ismert nevén Edimar, brazil labdarúgó, a Bragantino hátvédje.

## Pályafutása
Edimar Espírito Santo államban született Iconhában és 2003-ban, 16 éves korában csatlakozott a Cruzeiro csapatához. 2006-ban kölcsönadták a Guaraninak, de az egész szezon alatt csak egy mérkőzésen lépett pályára.
2008-ban 13 találkozót játszott az állami bajnokságban a Tupiban, majd az Ipatinga színeiben az országos bajnokságban is pályára lépett.
2008. július 1-jén az Edimar a portugál Bragához igazolt, ahová kölcsönbe került egy évre. 2009 március 15-én debütált új csapatában az Académica de Coimbra elleni bajnokin. Május 24-én első gólját is megszerezte az FC Porto ellen. 2009 júniusában visszatért Cruzeiróhoz, majd július 28-án a CFR Cluj játékosa lett. Itt három szezont töltött, rendszeresen játszott a 2009-10-es szezon végén pedig kupagyőzelmet ünnepelhetett.
2011. augusztus 3-án a görög Skoda Xánthi igazolta le. 2012. augusztus 5-én kölcsönadták a Rio Avénak. 2013 júniusában visszatért Kolozsvárra; július 23-án azonban ismét a Rio Avéhoz került kölcsönbe, ahol rendszeres játéklehetőséget kapott. 2014. június 4-én hároméves szerződést írt alá az olasz Chievo Veronához. Fél évet követően a spanyol Córdobának adták kölcsön, amelynek színeiben január 12-én mutatkozott be a spanyol élvonalban.

## Sikerei, díjai
CFR Cluj
- Román bajnok: 2009–10
- Román kupagyőztes: 2009–10
- Román Szuperkupa-győztes: 2010